# Ла-Лувьер-Лораге
Ла-Лувье́р-Лораге́ (фр. La Louvière-Lauragais) — коммуна во Франции, находится в регионе Лангедок — Руссильон. Департамент коммуны — Од. Входит в состав кантона Саль-сюр-л’Эр. Округ коммуны — Каркасон.
Код INSEE коммуны — 11208.

## Население
Население коммуны на 2008 год составляло 87 человек.
| 1962 | 1968 | 1975 | 1982 | 1990 | 1999 | 2008 |
| ---- | ---- | ---- | ---- | ---- | ---- | ---- |
| 156  | 136  | 95   | 93   | 83   | 79   | 87   |

## Экономика
В 2007 году среди 55 человек в трудоспособном возрасте (15—64 лет) 36 были экономически активными, 19 — неактивными (показатель активности — 65,5 %, в 1999 году было 58,5 %). Из 36 активных работали 32 человека (16 мужчин и 16 женщин), безработных было 4 (2 мужчин и 2 женщины). Среди 19 неактивных 4 человека были учениками или студентами, 8 — пенсионерами, 7 были неактивными по другим причинам.